# کاترینا تالاسلاهتی
کاترینا تالاسلاهتی (انگلیسی: Katriina Talaslahti؛ زادهٔ ۲۱ سپتامبر ۲۰۰۰) بازیکن فوتبال اهل فنلاند است.
از باشگاه‌هایی که در آن بازی کرده‌است می‌توان به باشگاه فوتبال نورنبرگ، باشگاه فوتبال زنان المپیک لیون، و باشگاه فوتبال زنان بایرن مونیخ اشاره کرد.
وی همچنین در تیم‌های ملی فوتبال Finland women's national under-17 football team و زنان فنلاند بازی کرده‌است.